# Instituto Central de Genética

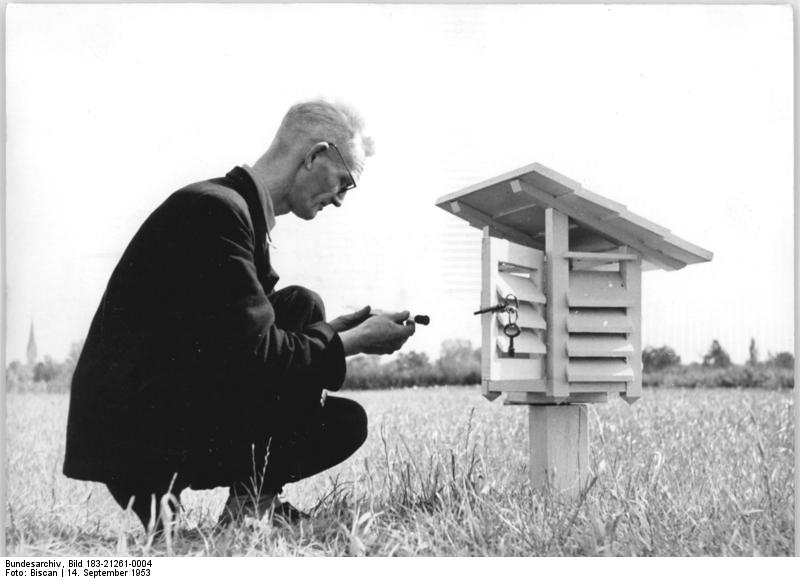
Controlando los datos de un medidor del Instituto, 1953.

El Instituto Central de Genética (en alemán: Zentralinstitut für Genetik) es un jardín botánico dedicado a la exhibición y estudio de plantas de interés en cultivos dependiente administrativamente del Leibniz-Institut für Pflanzengenetik und Kulturpflanzenforschung. Su código de reconocimiento internacional como institución botánica, así como de su herbario es GAT.

## Localización
Zentralinstitut für Genetik, Kreis Aschersleben, D-06466 Gatersleben, Sajonia-Anhalt, Deutschland-Alemania.51°48′54.7194″N 11°17′38.4″E / 51.815199833, 11.294000

## Historia
El « Zentralinstitut für Genetik und Kulturpflanzenforschung » tien su inicio de andadura en 1945 en Gatersleben bajo el nombre de „Institut für Kulturpflanzenforschung“ y era el equipo de continuación del « Kaiser-Wilhelm-Instituts für Kulturpflanzenforschung » (instituto del emperador Wilhelm para la investigación de las plantas de cultivo), durante la Segunda Guerra Mundial tuvo su sede en Viena Tuttenhof.
En un principio después de afianzada su reapertura, dependía de la universidad Martin-Luther-Universität Halle-Wittenberg y en 1948 como Akademieinstitut a Berlín fueron asignados al Consejo de Investigación de la Academia de Ciencias alemana, del cual salió en 1972 la Academia de Ciencias de la RDA (AdW). 
El director del establecimiento en 1969 fue el investigador en genética Hans Stubbe. La transformación a "Zentralinstitut" para la genética y la investigación de las plantas de cultivo, ocurrió en diciembre de 1969 con la designación de Helmut Böhme como sucesor de Stubbe, en el año 1983 haciendo una transferencia a la línea de investigación de Dieter Mettin. 
Después del cambio político en la RDA a principios del mayo de 1990 Klaus Müntz fue retitulado director del instituto, en el mismo año en que se retitula como „Institut für Genetik und Kulturpflanzenforschung“ (Instituto para la genética e investigación de las plantas cultivadas). 

## Colecciones
Colecciones de plantas donde se resaltan las plantas interés en cultivos, y sirve de material de investigación y experimentación, entre sus colecciones son de destacar: 
- Plantas de interés económico en cultivos de las regiones templadas, especialmente cereales, legumbres, hortalizas (con las plantas de cultivo actuales, cultivares antiguos y recientes, taxones silvestres relacionados)
- Mutaciones de Glycine, Lycopersicon
- Banco de germoplasma con una capacidad de almacenaje de término medio, que alberga 2 400 accesiones